# CS Brasil
CS Brasil, estilizada como CSBRASIL, é uma empresa brasileira que presta serviços para o setor público e de economia mista. Sua sede está localizada no município de Mogi das Cruzes, estado de São Paulo e pertence à holding Simpar.

## História

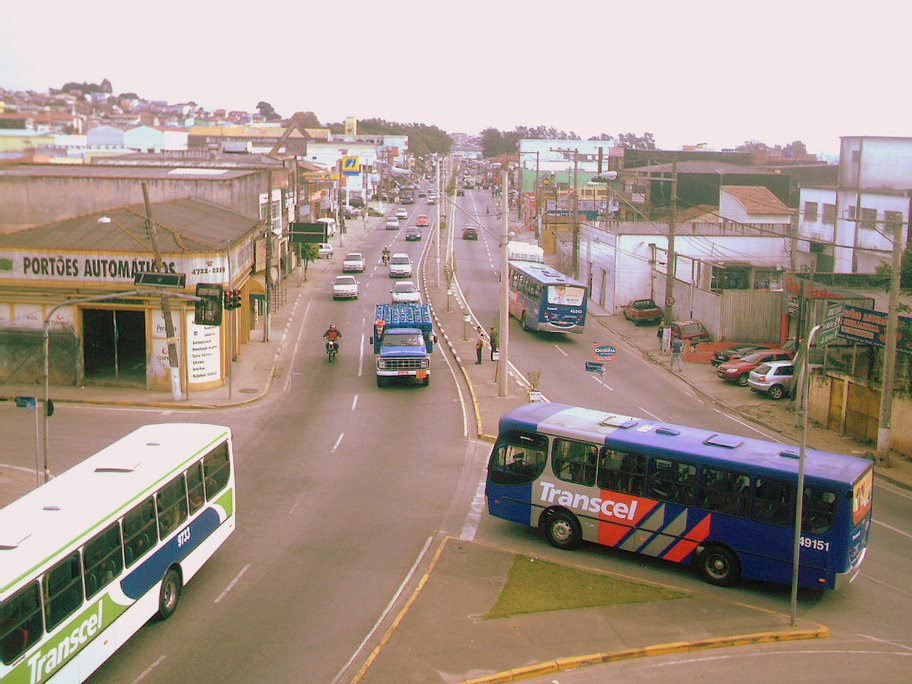
Antigos ônibus da então empresa Transcel em Mogi das Cruzes

Foi criada em 2009 em substituição as antigas marcas Transcel (Transporte Coletivo Especial Ltda) do segmento de transporte coletivo, onde já fazia o transporte coletivo de Mogi das Cruzes desde 2004 e de Guararema desde 2007 e, Stralu (Sistema Transparente de Limpeza Urbana) na área de limpeza urbana, também já prestando serviço em Mogi das Cruzes e Arujá.
Fez parte do Consórcio Unileste, na Área 4 da EMTU, fazendo as linhas intermunicipais na Região do Alto Tietê de 2006 até ao dia 23 de outubro de 2016. Deixou as linhas alegando baixa rentabilidade e por não concordar com a extensão do contrato de forma emergencial, visto que a concessão se encerrou em setembro de 2016, após 10 anos da assinatura da mesma. As linhas e os ônibus ficaram em sua maioria com a Radial Transporte e uma menor parcela com a Viação Jacareí.
Operou até ao dia 31 de outubro de 2018 o transporte coletivo de Itaquaquecetuba "por decisão estratégica". Suas operações foram repassadas para a empresa Expresso Planalto S/A, do Grupo CSC, tendo todo esse processo de transferência aprovado pela Prefeitura de Itaquaquecetuba.
Em dezembro de 2019 também deixou de prestar serviços no transporte municipal de São José dos Campos. Vendeu suas operações para o Grupo Comporte, de propriedade da família Constantino, que já operava na cidade através da Expresso Maringá do Vale. A empresa mudou seu nome para Joseense Transportes de Passageiros Ltda.
Em Novembro de 2023 também deixou de prestar serviços no transporte municipal de Guararema. Vendeu suas operações para a ATT Transportes.

## Atualidade
Atualmente opera o transporte coletivo municipal nos municípios de Mogi das Cruzes (tendo mudado o nome para MogiMob), na Região Metropolitana de São Paulo e em Sorocaba, na Região Metropolitana de Sorocaba, fazendo parte do Consórcio Sorocaba - ConSor e do BRT Sorocaba.
Na área de limpeza urbana, realiza os serviços em Mogi das Cruzes e no Rio de Janeiro.
A empresa possui 17 242 veículos leves, 1 424 veículos pesados, 3 585 funcionários, 338 contratos e atua em 20 estados.